# La Forge (Vosges)
Pour les articles homonymes, voir La Forge, Les Forges et Forge.
La Forge est une commune française située dans le département des Vosges en région Grand Est. Elle appartient à l'aire urbaine de La Bresse. Elle fait partie de la Communauté de communes des Hautes Vosges.
Ses habitants sont appelés les Forgerons.

## Géographie

### Localisation

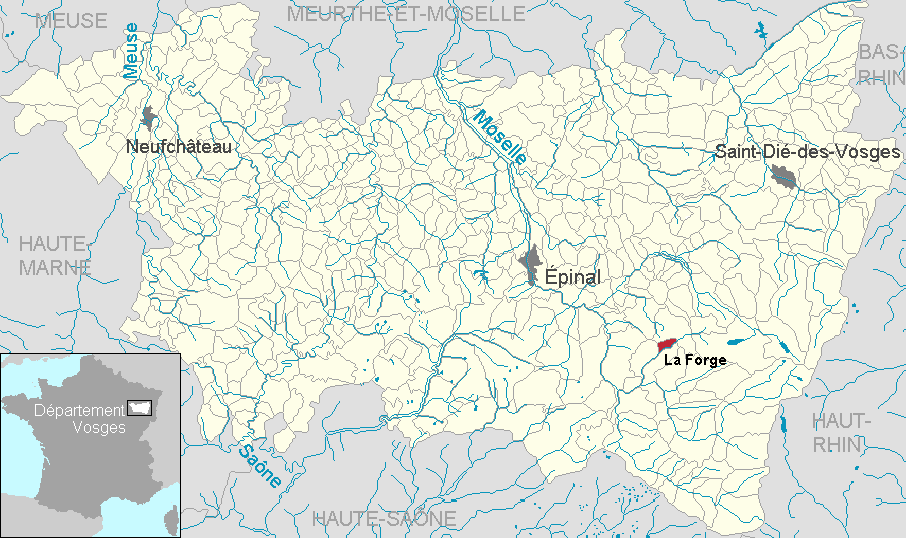
Localisation de La Forge sur la carte des Vosges.

Située à une quinzaine de kilomètres à l'ouest de Gérardmer, il ne faut pas la confondre avec Les Forges, autre commune du même département située à l'ouest d'Épinal.
|         | Le Tholy    | Le Tholy |
| Cleurie | La Forge    | Le Tholy |
|         | Le Syndicat |          |

### Géologie et relief
- Hydrogéologie et climatologie : Système d’information pour la gestion des eaux souterraines du bassin Rhin-Meuse :

Territoire communal : Occupation du sol (Corinne Land Cover); Cours d'eau (BD Carthage),
Géologie : Carte géologique; Coupes géologiques et techniques,
 Hydrogéologie : Masses d'eau souterraine; BD Lisa; Cartes piézométriques.

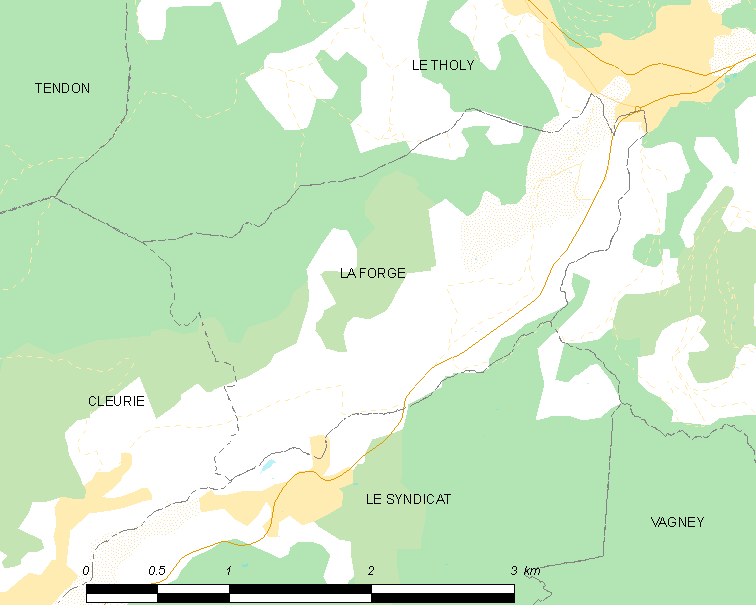
Situation géographique de Fontenoy-le-Château.

#### Hydrographie et les eaux souterraines
La commune est située dans le bassin versant du Rhin au sein du bassin Rhin-Meuse. Elle est drainée par le ruisseau de la Cleurie, le ruisseau du Beugnot et le ruisseau le Noir Rupt,.
Le Cleurie, d'une longueur totale de 18,9 km, prend sa source dans la commune de Gérardmer et se jette dans la Moselotte au Syndicat, après avoir traversé sept communes.

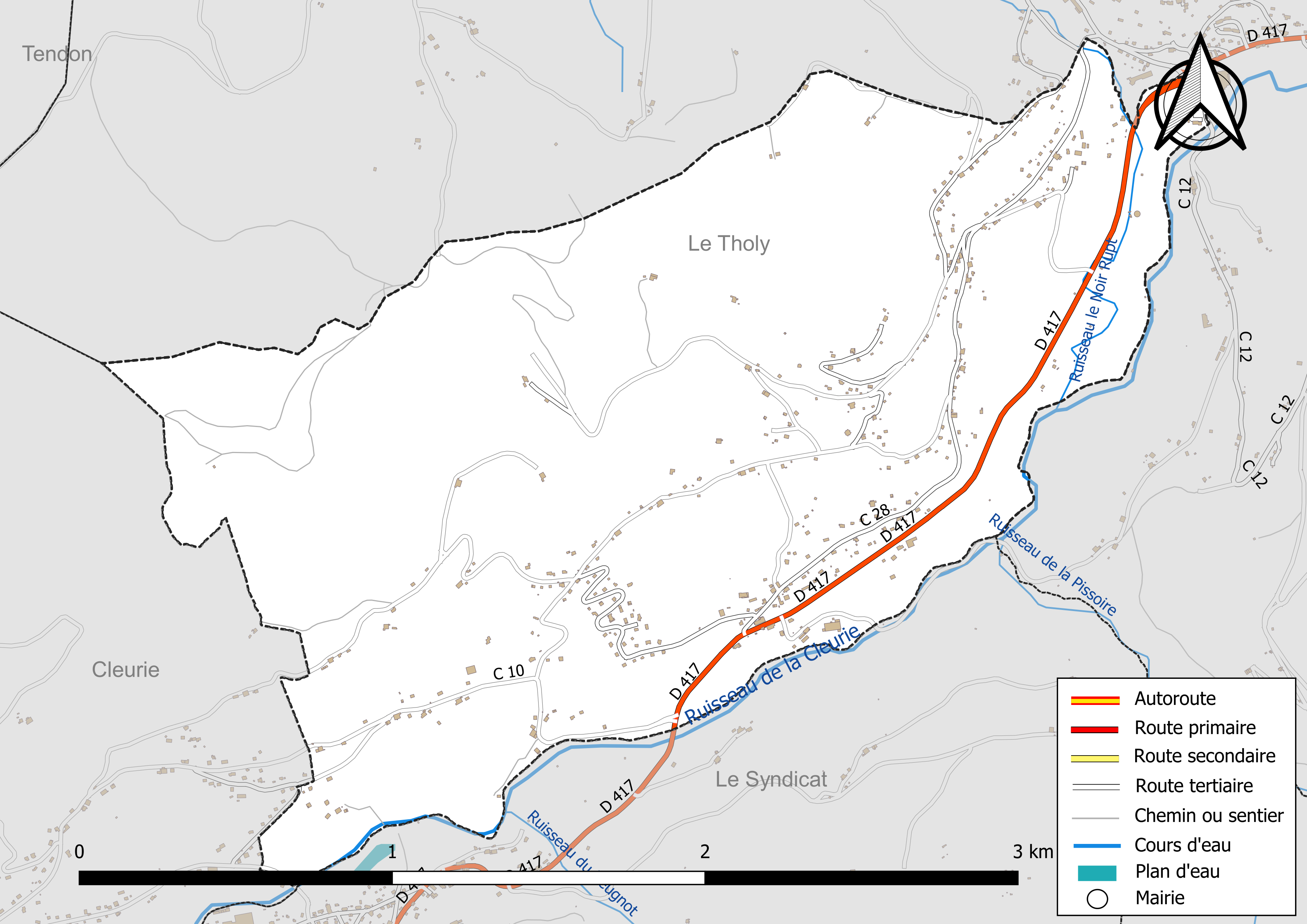
Réseaux hydrographique et routier de la Forge.

La qualité des eaux de baignade et des cours d’eau peut être consultée sur un site dédié géré par les agences de l’eau et l’Agence française pour la biodiversité.

### Climat
Pour des articles plus généraux, voir Climat du Grand Est et Climat des Vosges.
En 2010, le climat de la commune est de type climat de montagne, selon une étude du Centre national de la recherche scientifique s'appuyant sur une série de données couvrant la période 1971-2000. En 2020, Météo-France publie une typologie des climats de la France métropolitaine dans laquelle la commune est exposée à un climat semi-continental et est dans la région climatique Vosges, caractérisée par une pluviométrie très élevée (1 500 à 2 000 mm/an) en toutes saisons et un hiver rude (moins de 1 °C).
Pour la période 1971-2000, la température annuelle moyenne est de 9 °C, avec une amplitude thermique annuelle de 16,7 °C. Le cumul annuel moyen de précipitations est de 1 708 mm, avec 14,9 jours de précipitations en janvier et 11,2 jours en juillet. Pour la période 1991-2020, la température moyenne annuelle observée sur la station météorologique de Météo-France la plus proche, « Vagney », sur la commune de Vagney à 6 km à vol d'oiseau, est de 8,8 °C et le cumul annuel moyen de précipitations est de 1 472,7 mm. 
La température maximale relevée sur cette station est de 34,5 °C, atteinte le 25 juillet 2019 ; la température minimale est de −19,4 °C, atteinte le 20 décembre 2009,,.
Les paramètres climatiques de la commune ont été estimés pour le milieu du siècle (2041-2070) selon différents scénarios d'émission de gaz à effet de serre à partir des nouvelles projections climatiques de référence DRIAS-2020. Ils sont consultables sur un site dédié publié par Météo-France en novembre 2022.

## Urbanisme

### Typologie
Au 1er janvier 2024, La Forge est catégorisée commune rurale à habitat dispersé, selon la nouvelle grille communale de densité à sept niveaux définie par l'Insee en 2022.
Elle appartient à l'unité urbaine de Vagney, une agglomération intra-départementale regroupant dix  communes, dont elle est une commune de la banlieue,,. Par ailleurs la commune fait partie de l'aire d'attraction de Gérardmer, dont elle est une commune de la couronne,. Cette aire, qui regroupe 13 communes, est catégorisée dans les aires de moins de 50 000 habitants,.

### Occupation des sols
L'occupation des sols de la commune, telle qu'elle ressort de la base de données européenne d’occupation biophysique des sols Corine Land Cover (CLC), est marquée par l'importance des territoires agricoles (58,9 % en 2018), une proportion identique à celle de 1990 (58,9 %). La répartition détaillée en 2018 est la suivante : 
forêts (40,4 %), prairies (37,9 %), zones agricoles hétérogènes (21 %), zones urbanisées (0,7 %). L'évolution de l’occupation des sols de la commune et de ses infrastructures peut être observée sur les différentes représentations cartographiques du territoire : la carte de Cassini (XVIIIe siècle), la carte d'état-major (1820-1866) et les cartes ou photos aériennes de l'IGN pour la période actuelle (1950 à aujourd'hui).

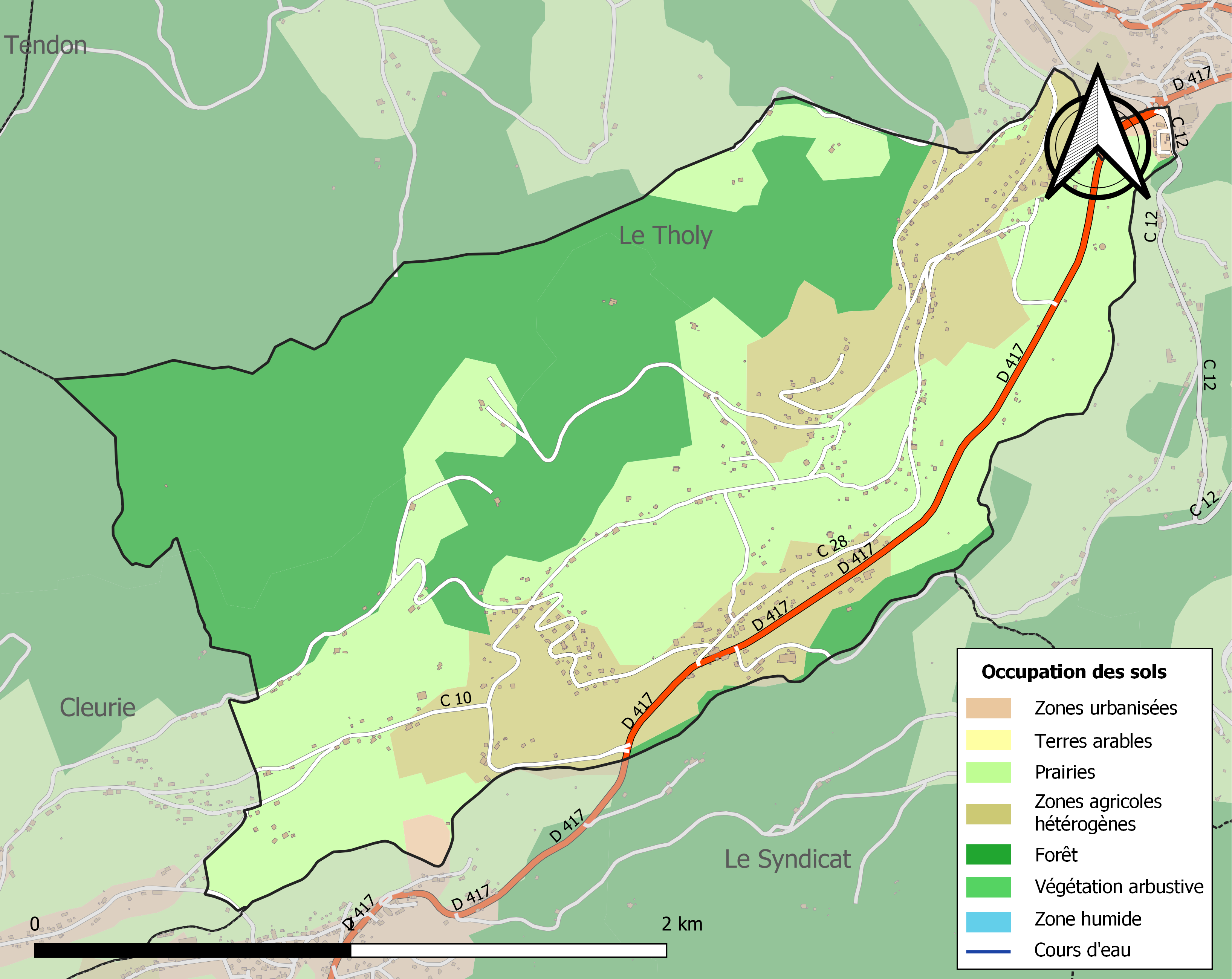
Carte des infrastructures et de l'occupation des sols de la commune en 2018 (CLC).

### Voies de communications et transports

#### Voies routières
- CD 417 vers Le Tholy et Julienrupt[17].
- Voie verte des Hautes-Vosges

#### Transports en commun
- Fluo Grand Est.

#### Lignes SNCF
- Gare de Remiremont

## Toponymie
Le nom de la localité est attesté sous les formes La seigneurie des Arrentez, qui sont le demy fief de la paroisse [du Tholy ou de Saint-Joseph] (1704) ; Les habitans, commis et jurez de la communauté et Arrentez de Saint-Joseph (1710) ; Les Forges, grange du ban et des Arrentez de St Josephe (1711) ; La Forge (1711) ; Les Arrentés-de-Saint-Joseph (1751) ; Azzentés-de-Saint-Joseph (an II) ; La Forge, commune des Arrentés de Saint-Joseph (an II) ; Commune de Libre Forge (an II) ; Commune de la Forge (an III).

En 1711, la communauté des Arrentés-de-Saint-Joseph (Bibliothéque nationale, ms. fr. 11806, p. 148), à laquelle correspond la commune actuelle de la Forge ; Libre Forge, sous la révolution. En 1790, lors du démantèlement des anciens bans, fut créée la commune de Libre-Forge, regroupant les habitants de l'ancien ban de Moulin, mais qui avaient été rattachés à la paroisse du Tholy. Ce nom évolua en Laforge puis, en 1872, en La Forge.
La Forge : du mot latin Făbrĭca,  « atelier d'artisan », à l'origine du mot « fabrique ». C’est au Xe siècle que l’usage du fer s’est véritablement répandu dans le monde agricole ( ferrage des bêtes de somme, instruments aratoires, etc.) et que les forges ont pris une place considérable dans la vie quotidienne, devenant quelques fois l’activité principale du village et allant jusqu’à lui donner son nom.

## Histoire
Les habitants de La Forge ont formé une communauté autonome lorsque leurs granges ont été détachées de la paroisse de Celles-Saint-Amé pour être intégrées en 1664 dans la nouvelle paroisse Saint-Joseph-du-Tholy.
La communauté des Arrentés-de-Saint-Joseph appartenait, sous l’Ancien Régime, au bailliage de Remiremont et dépendait de la maîtrise des eaux et forêts d’Épinal. Elle suivait la coutume de Lorraine.
En 1790, lors du démantèlement des anciens bans, fut créée la commune de Libre-Forge, regroupant les habitants de l'ancien ban de Moulin, mais qui avaient été rattachés à la paroisse du Tholy. Ce nom évolua en Laforge puis, en 1872, en La Forge.
Sur le plan spirituel, la communauté dépendait de la paroisse du Tholy jusqu'en 1865. Aujourd'hui et depuis le Second Empire, l’église est située dans le hameau de Julienrupt, commune du Syndicat.

## Politique et administration

### Découpage territorial
Commune membre de la Communauté de communes des Hautes Vosges.
Par arrêté préfectoral du 15 septembre 2023, la commune est retirée le 1er janvier 2024 de l'arrondissement de Saint-Dié-des-Vosges et rattachée à l'arrondissement d'Épinal.

### Liste des maires
| Période                                  | Période                   | Identité                   | Étiquette | Qualité                    |
| ---------------------------------------- | ------------------------- | -------------------------- | --------- | -------------------------- |
| Les données manquantes sont à compléter. |                           |                            |           |                            |
|                                          | 1987                      | René Parmentier            |           | Démissionnaire             |
| 1987                                     | mars 2008                 | Hubert Demange (1945-2020) |           | Chef d'entretien à la SNCF |
| mars 2008                                | En cours (au 02 mai 2023) | Bernard Toussaint          |           |                            |

### Budget et fiscalité 2022
En 2022, le budget de la commune était constitué ainsi :
- total des produits de fonctionnement : 605 000 €, soit 1 140 € par habitant ;
- total des charges de fonctionnement : 612 000 €, soit 1 153 € par habitant ;
- total des ressources d’investissement : 279 000 €, soit 525 € par habitant ;
- total des emplois d’investissement : 63 000 €, soit 118 € par habitant ;
- endettement : 440 000 €, soit 829 € par habitant.

Avec les taux de fiscalité suivants :
- taxe d’habitation : 19,12 % ;
- taxe foncière sur les propriétés bâties : 40,15 % ;
- taxe foncière sur les propriétés non bâties : 20,14 % ;
- taxe additionnelle à la taxe foncière sur les propriétés non bâties : 0,00 % ;
- cotisation foncière des entreprises : 0,00 %.

Chiffres clés Revenus et pauvreté des ménages en 2021 : médiane en 2021 du revenu disponible, par unité de consommation : 23 020 €.

## Population et société

### Démographie

#### Évolution démographique
L'évolution du nombre d'habitants est connue à travers les recensements de la population effectués dans la commune depuis 1800. Pour les communes de moins de 10 000 habitants, une enquête de recensement portant sur toute la population est réalisée tous les cinq ans, les populations de référence des années intermédiaires étant quant à elles estimées par interpolation ou extrapolation. Pour la commune, le premier recensement exhaustif entrant dans le cadre du nouveau dispositif a été réalisé en 2006.
En 2022, la commune comptait 515 habitants, en évolution de −3,01 % par rapport à 2016 (Vosges : −2,96 %, France hors Mayotte : +2,11 %).
| 1800 | 1806 | 1821 | 1831 | 1836 | 1841 | 1846 | 1856 | 1861 |
| ---- | ---- | ---- | ---- | ---- | ---- | ---- | ---- | ---- |
| 204  | 215  | 246  | 311  | 316  | 349  | 361  | 323  | 298  |

| 1866 | 1876 | 1881 | 1886 | 1891 | 1896 | 1901 | 1906 | 1911 |
| ---- | ---- | ---- | ---- | ---- | ---- | ---- | ---- | ---- |
| 332  | 334  | 309  | 325  | 358  | 307  | 320  | 337  | 356  |

| 1921 | 1926 | 1931 | 1936 | 1946 | 1954 | 1962 | 1968 | 1975 |
| ---- | ---- | ---- | ---- | ---- | ---- | ---- | ---- | ---- |
| 414  | 436  | 413  | 413  | 306  | 333  | 386  | 389  | 397  |

| 1982 | 1990 | 1999 | 2006 | 2011 | 2016 | 2021 | 2022 | - |
| ---- | ---- | ---- | ---- | ---- | ---- | ---- | ---- | - |
| 481  | 514  | 545  | 557  | 565  | 531  | 517  | 515  | - |

#### Pyramide des âges
En 2018, le taux de personnes d'un âge inférieur à 30 ans s'élève à 31,0 %, soit en dessous de la moyenne départementale (31,2 %). À l'inverse, le taux de personnes d'âge supérieur à 60 ans est de 31,9 % la même année, alors qu'il est de 31,0 % au niveau départemental.
En 2018, la commune comptait 263 hommes pour 262 femmes, soit un taux de 50,10 % d'hommes, légèrement supérieur au taux départemental (48,69 %).
Les pyramides des âges de la commune et du département s'établissent comme suit.
| Hommes | Classe d’âge | Femmes |
| ------ | ------------ | ------ |
| 0,0    | 90 ou +      | 0,8    |
| 10,1   | 75-89 ans    | 8,6    |
| 22,7   | 60-74 ans    | 21,7   |
| 23,6   | 45-59 ans    | 23,1   |
| 14,6   | 30-44 ans    | 12,8   |
| 17,1   | 15-29 ans    | 15,7   |
| 11,9   | 0-14 ans     | 17,3   |

| Hommes | Classe d’âge | Femmes |
| ------ | ------------ | ------ |
| 0,8    | 90 ou +      | 2,3    |
| 8,1    | 75-89 ans    | 11,6   |
| 20,5   | 60-74 ans    | 21     |
| 21,1   | 45-59 ans    | 20,4   |
| 16,9   | 30-44 ans    | 16,2   |
| 16     | 15-29 ans    | 13,7   |
| 16,5   | 0-14 ans     | 14,9   |

### Enseignement
Établissements d'enseignements :
- École maternelle et primaire.
- Collèges à Le Tholy, Vagney, Remiremont.
- Lycées à Remiremont, Gérardmer.

### Santé
Professionnels et établissements de santé :
- Médecins à Vagney, Le Tholy, Saint-Amé, Saint-Étienne-lès-Remiremont.
- Pharmacies à Vagney, Le Tholy, Saint-Amé, Saint-Étienne-lès-Remiremont.
- Hôpitaux à Gérardmer.
- Centre hospitalier de Remiremont.

### Cultes
- Culte catholique, Hameau de Julienrupt, commune de Le Syndicat[31], Diocèse de Saint-Dié.

## Économie

### Entreprises et commerces

#### Agriculture
- Élevage d'ovins et de caprins.
- Élevage de vaches laitières.

#### Tourisme
- Restauration traditionnelle.
- Restauration de type rapide.
- Hébergement touristique et autre hébergement de courte durée.
- Gîtes ruraux.

#### Commerces
- Commerces et services de proximité à Saint-Etienne-lès-Remiremont, Vagney, Gérardmer.

### Lieux et monuments

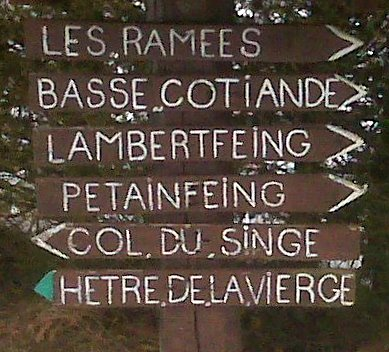
Panonceau d'indication de lieux-dits à La Forge.

Si aucun monument de la commune n'est classé Monument Historique, une ferme des XVIIIe et XIXe siècles, située sur le territoire de la commune, est recensée par l'inventaire général du patrimoine culturel dans le cadre d'études sur l'architecture rurale des Hautes-Vosges.
Une étude du patrimoine industriel a également été menée sur les scieries hydrauliques à cadre,.
La commune a la particularité de ne pas avoir d'église.

### Personnalités liées à la commune
- Pierre-Henri Mathieu, auteur de nombreux ouvrages, Association de recherches archéologiques, histoire et patrimoine d'Éloyes et de ses environs.

### Héraldique
| Blason de La Forge | Blason  | D'argent à la divise de sable chargée de l'inscription « LA FORGE » en lettres capitales d'or, accompagnée en chef de deux sapins rangés en fasces et en pointe d'un forgeron contourné façonnant un outil sur son enclume. |
| Blason de La Forge | Détails | Émaux à déterminer. Le statut officiel du blason reste à déterminer. |

## Pour approfondir